# Moteur F136 Ferrari-Maserati
Pour les articles homonymes, voir Ferrari et Maserati.
Le moteur F136 est un moteur thermique automobile à combustion interne, essence quatre temps, 8 cylindres en V des constructeurs automobiles italiens Ferrari et Maserati (du groupe Fiat) fabriqués depuis 2002 par l'Usine Ferrari de Maranello, pour motoriser plusieurs modèles des marques Ferrari, Maserati, Alfa Romeo, Gillet Automobiles et A1 Grand Prix (à ne pas confondre avec le moteur General Electric/Rolls-Royce F136).

## Historique
Enzo Ferrari (1898-1988) industrialise une gamme de moteurs V6 et V8 Dino (filiale Ferrari, créé en 1964 en hommage à son fils aîné Dino Ferrari) pour motoriser, en parallèle de sa gamme de moteurs V12, des GT et berlinettes à moteur V8 (liste des automobiles Ferrari), et des modèles de course de la Scuderia Ferrari. 
Pour succéder aux moteurs V8 Ferrari F120 et F131 des années 1990, le président de Fiat / Ferrari / Maserati / Alfa Romeo Luca di Montezemolo fait concevoir conjointement en 2002 par Ferrari et Maserati (dans le but de rationaliser les coûts), cette série de moteurs produits par l'Usine Ferrari de Maranello.
La première voiture à bénéficier de ce bloc est la Maserati Coupé commercialisée en 2002. D’une cylindrée de 4,2 L pour 390 ch, ce moteur se retrouvera sous différentes cylindrées et puissances sous les capots des Ferrari et Maserati en version route ou compétition. Le moteur est de type carter sec sur de nombreux modèles (Maserati Coupé, Ferrari F430 par exemple) mais existe aussi en version carter humide (Maserati Quattroporte V ou Granturismo par exemple.)

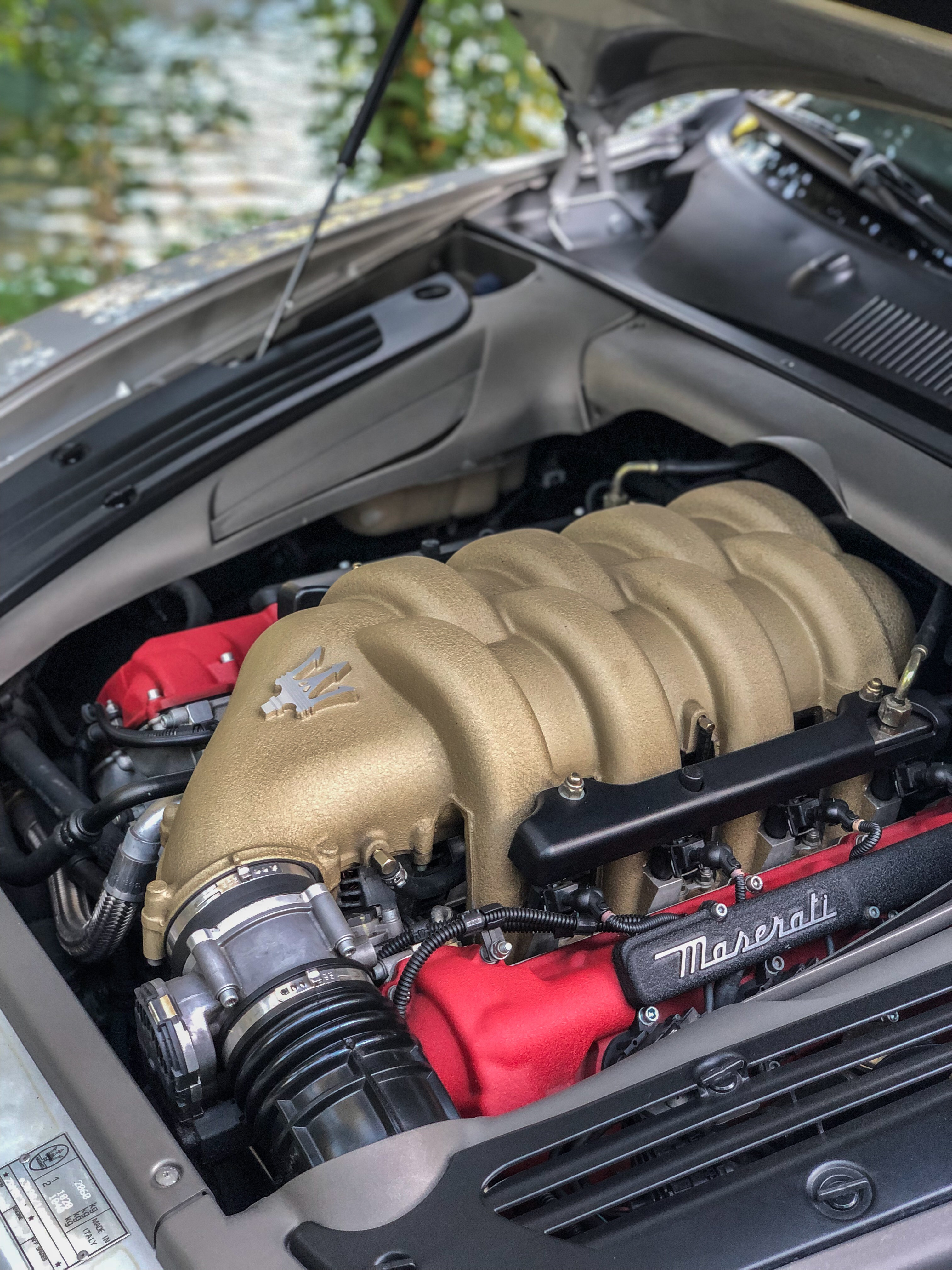

Version Maserati Coupé/ Gransport

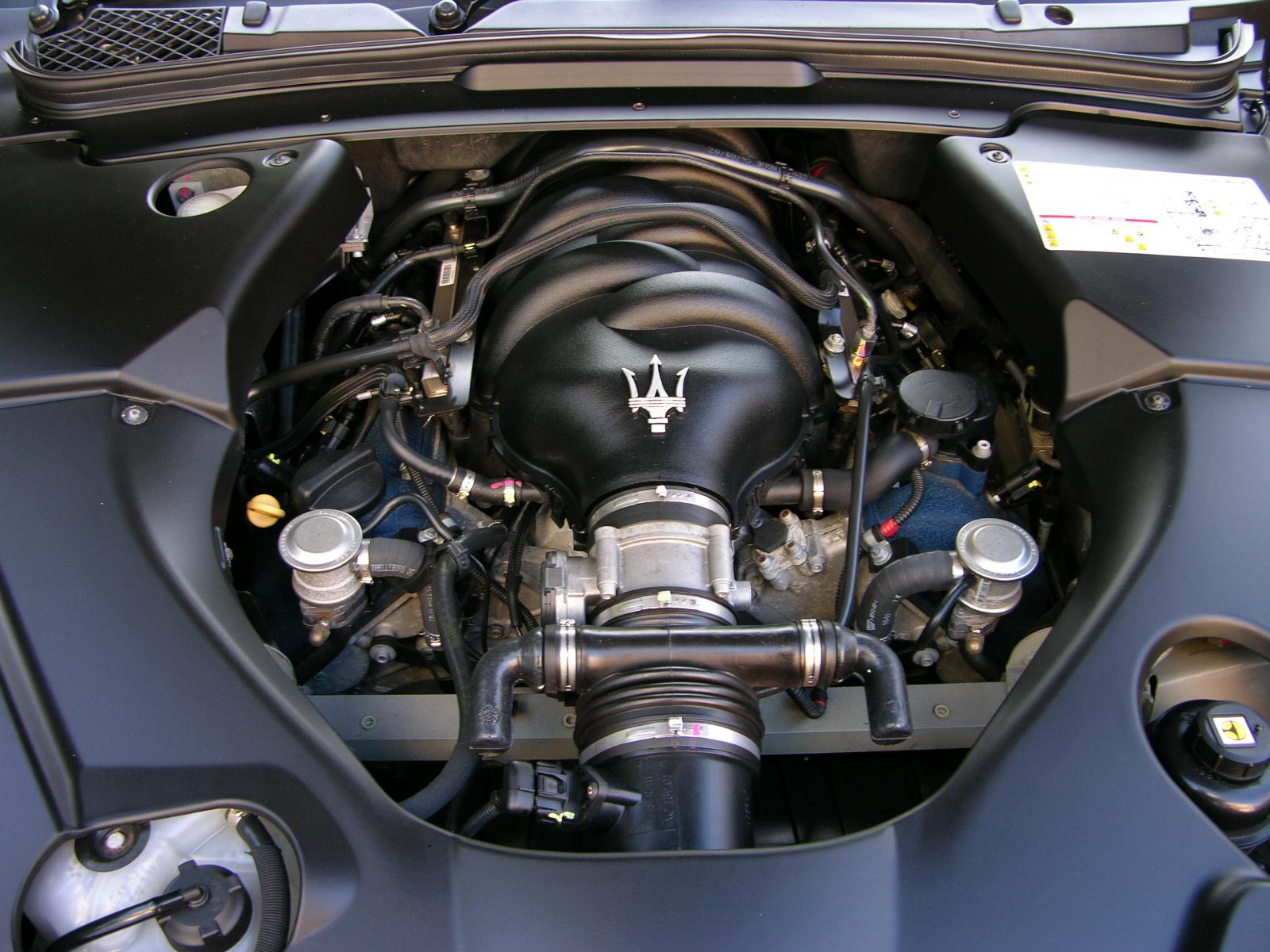
Version Maserati GranTurismo
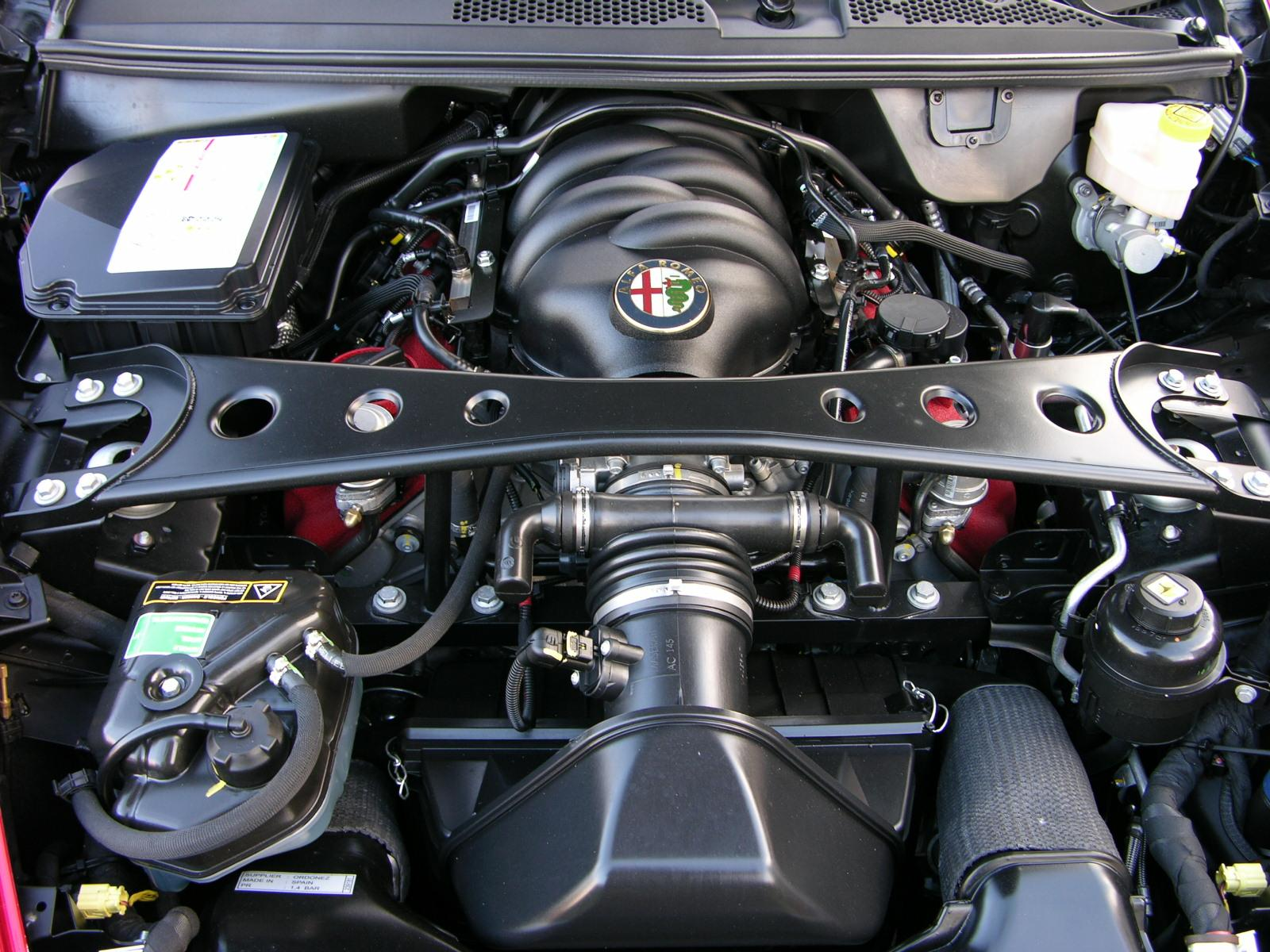
Version Alfa Romeo 8C Competizione Spider

## Caractéristiques
Les caractéristiques principales sont :
- moteur V8 à 90° essence (évolution des V8 F131 de Ferrari 360 Modena), de 4,2 à 4,7 L de cylindrée, pour 385 à 597 ch
- moteur atmosphérique, architecture variable, double arbre à cames en tête (DOHC), quatre soupapes par cylindre à distribution variable
- Le vilebrequin est plan sur les modèles Ferrai et crossplane sur les Maserati et Alfa Romeo.

Quelques modèles GT
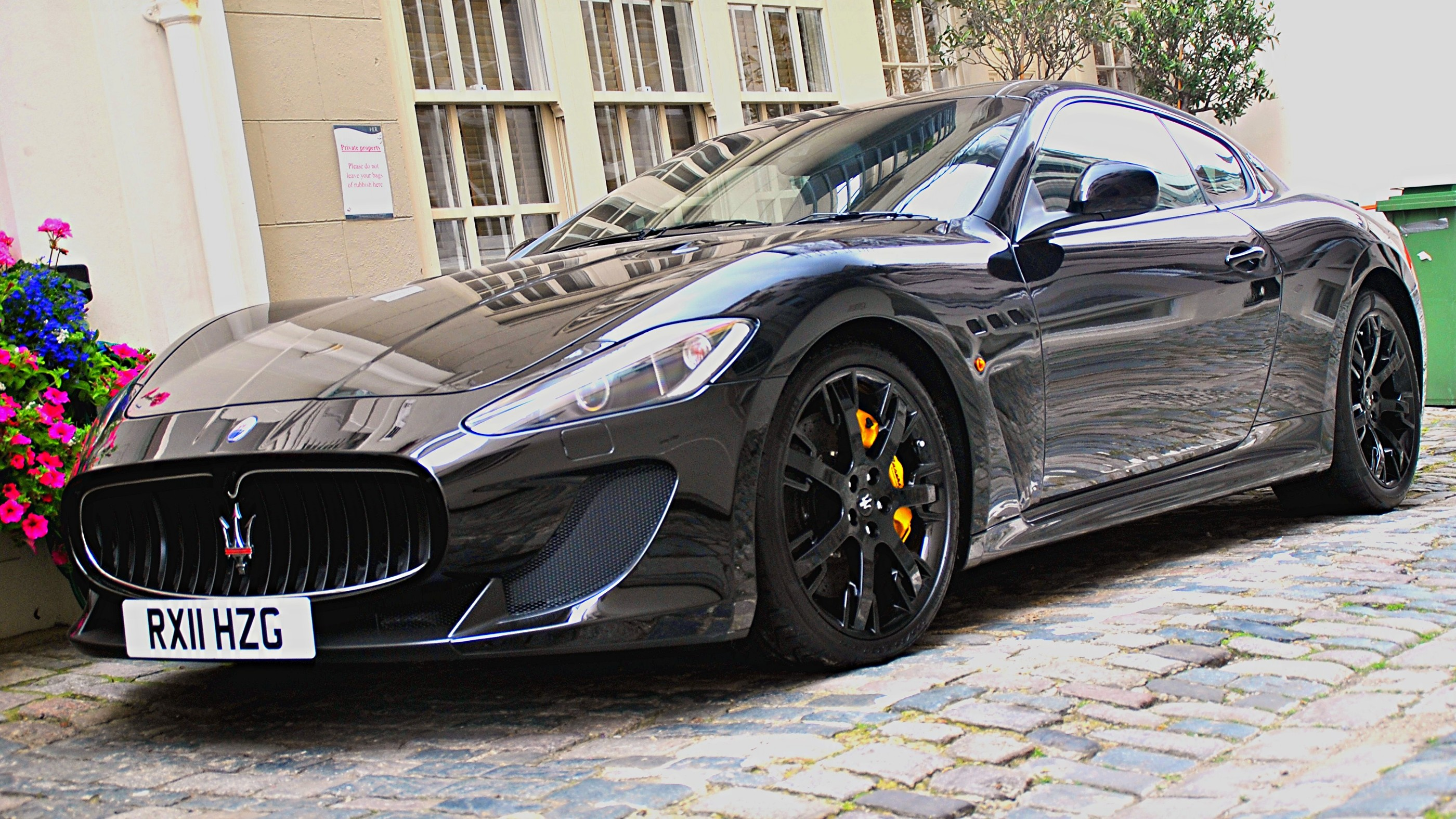
Maserati GranTurismo MC Stradale
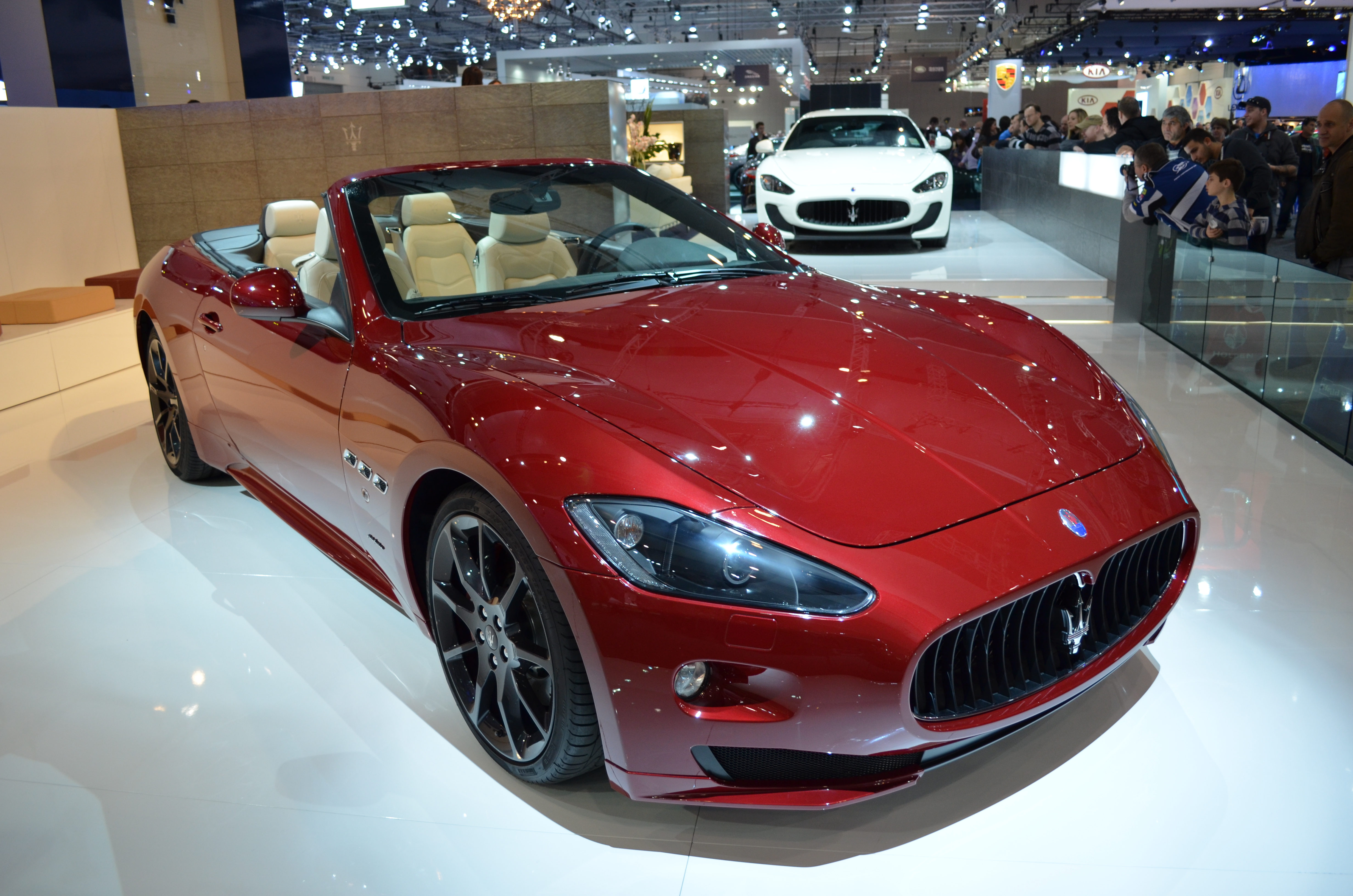
Maserati GranCabrio
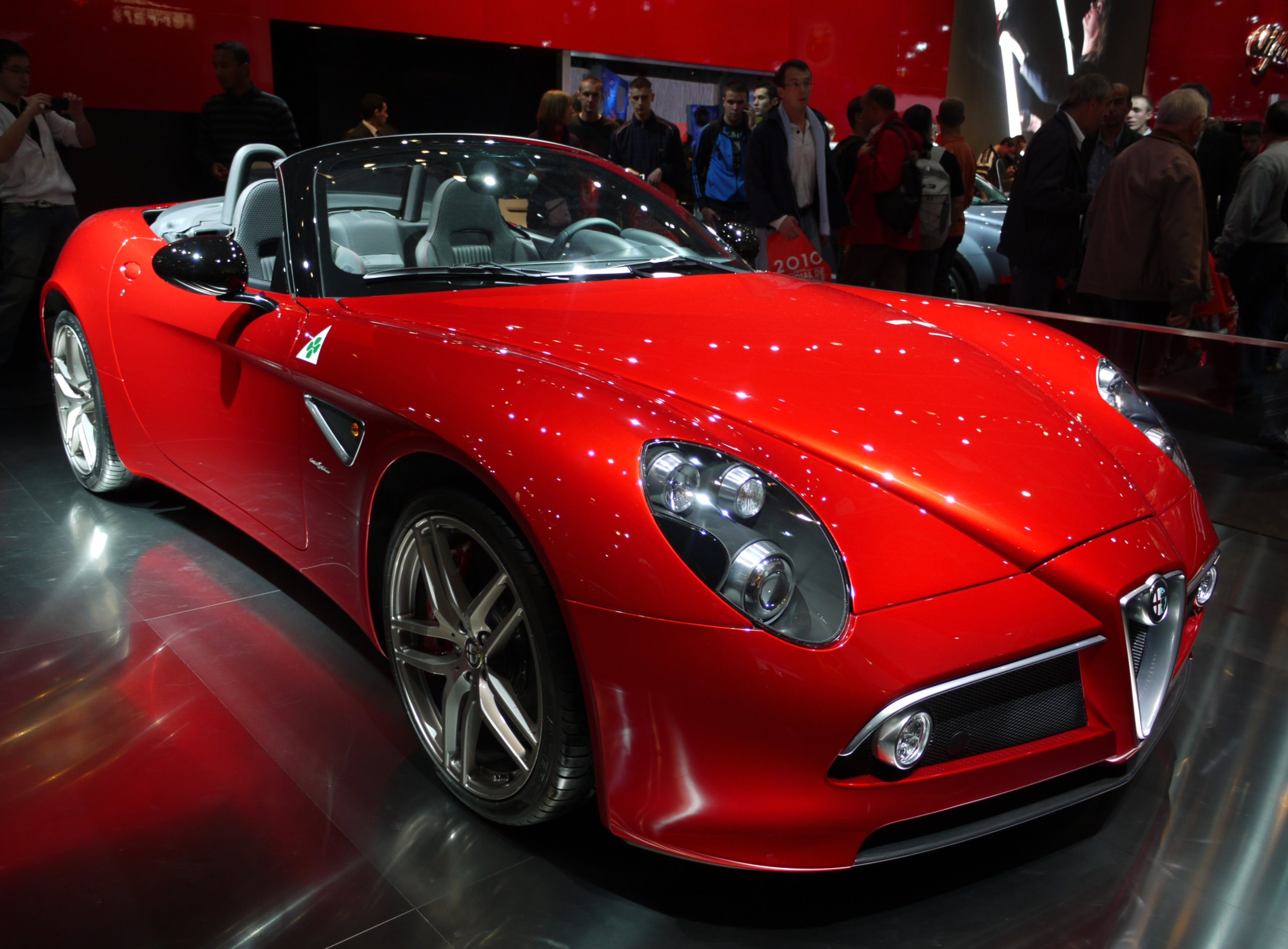
Alfa Romeo 8C Competizione Spider
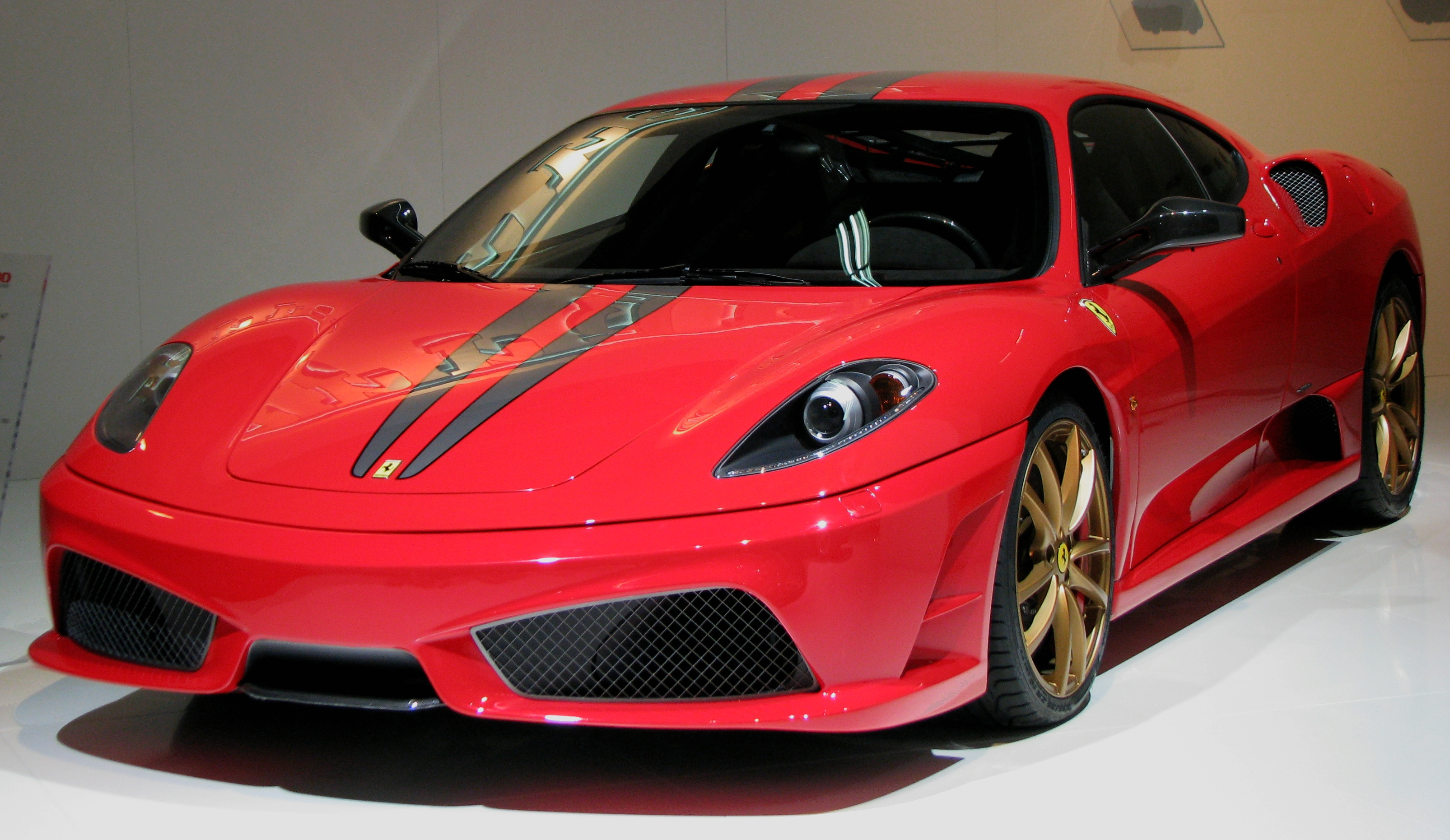
Ferrari 430 Scuderia
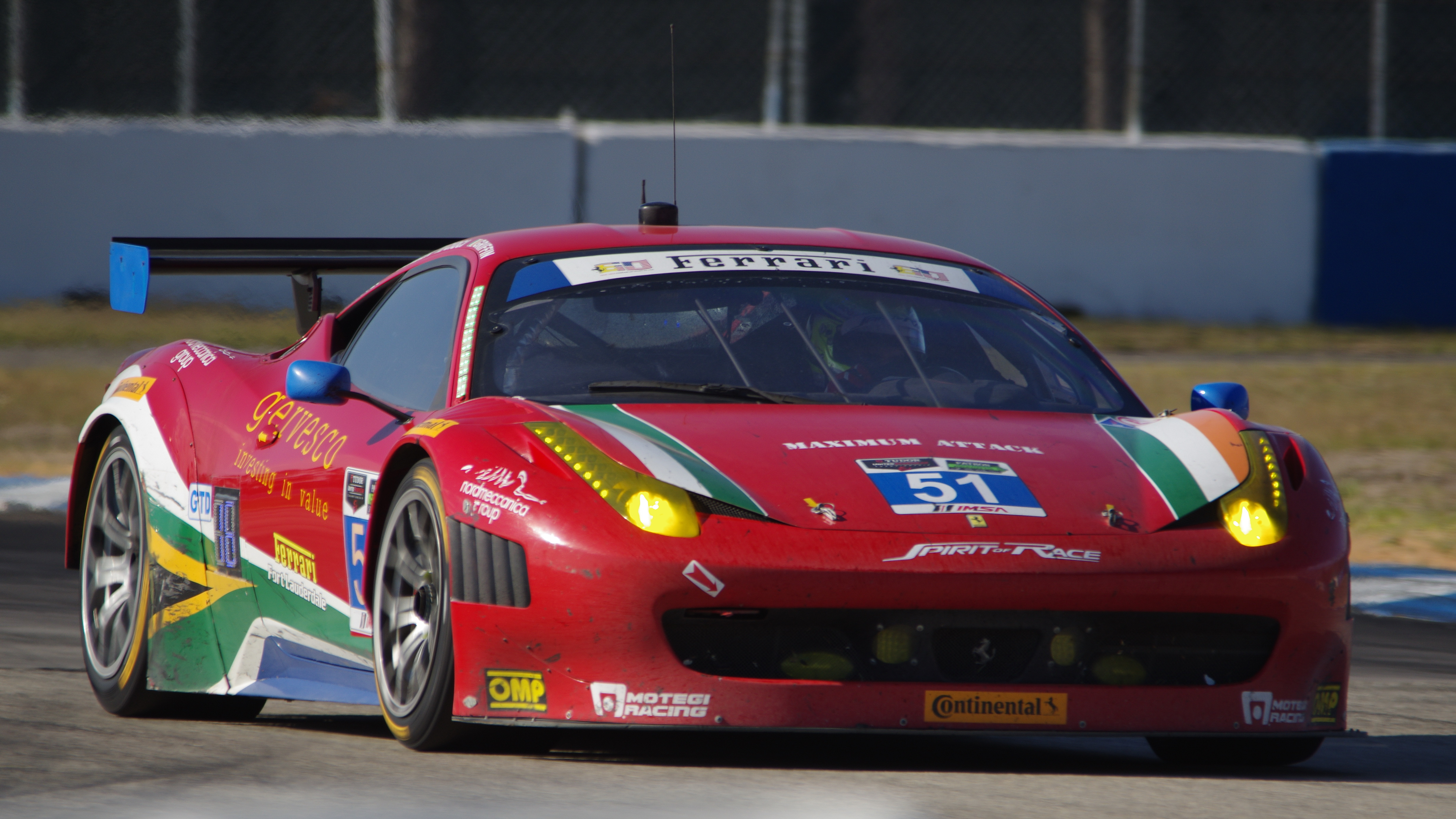
Ferrari 458 Italia GT3
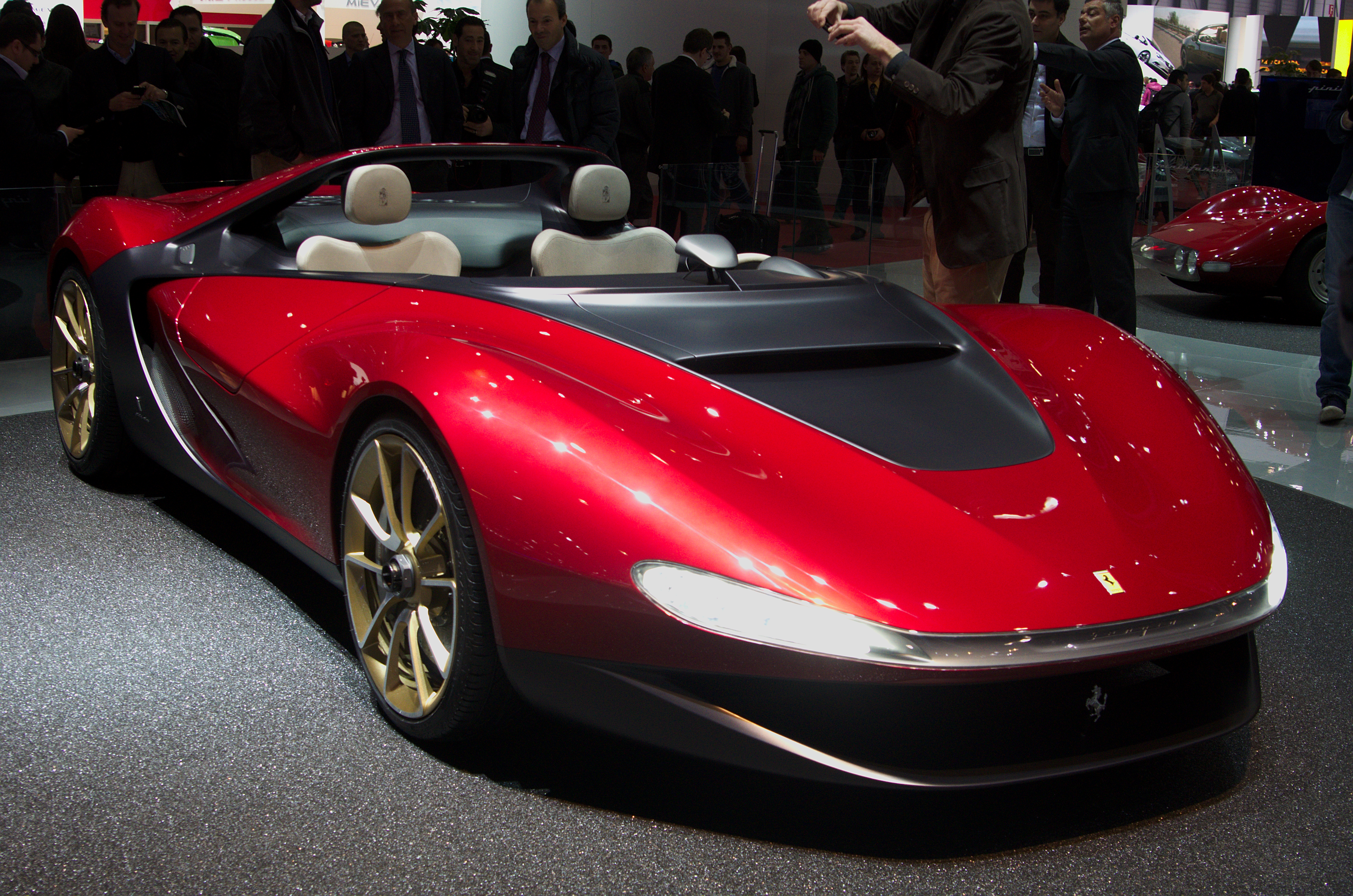
Ferrari Pininfarina Sergio Concept
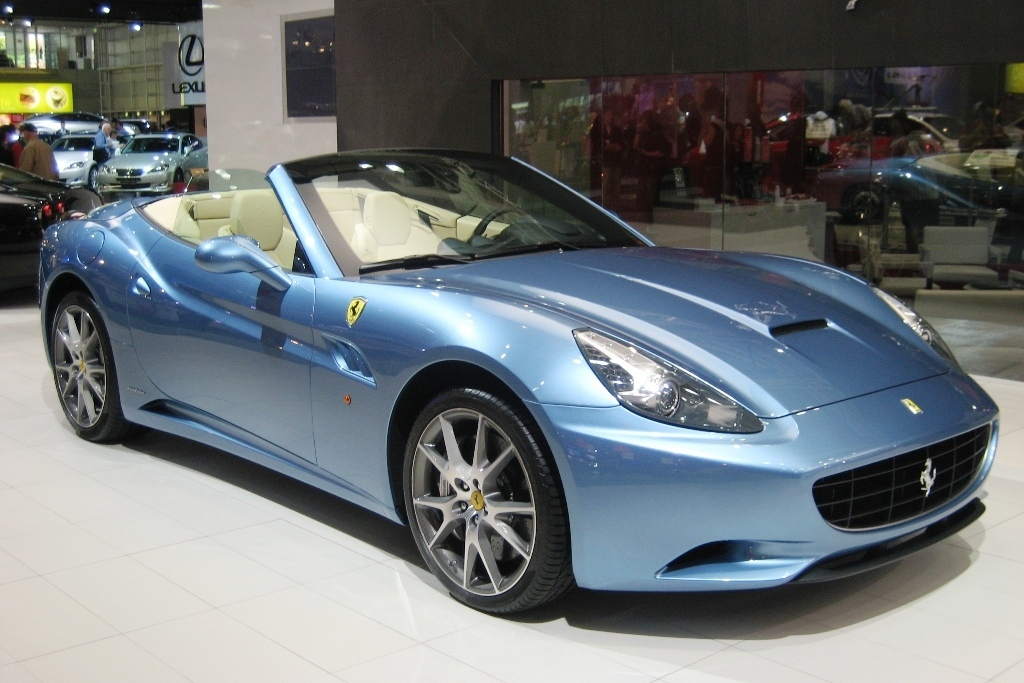
Ferrari California
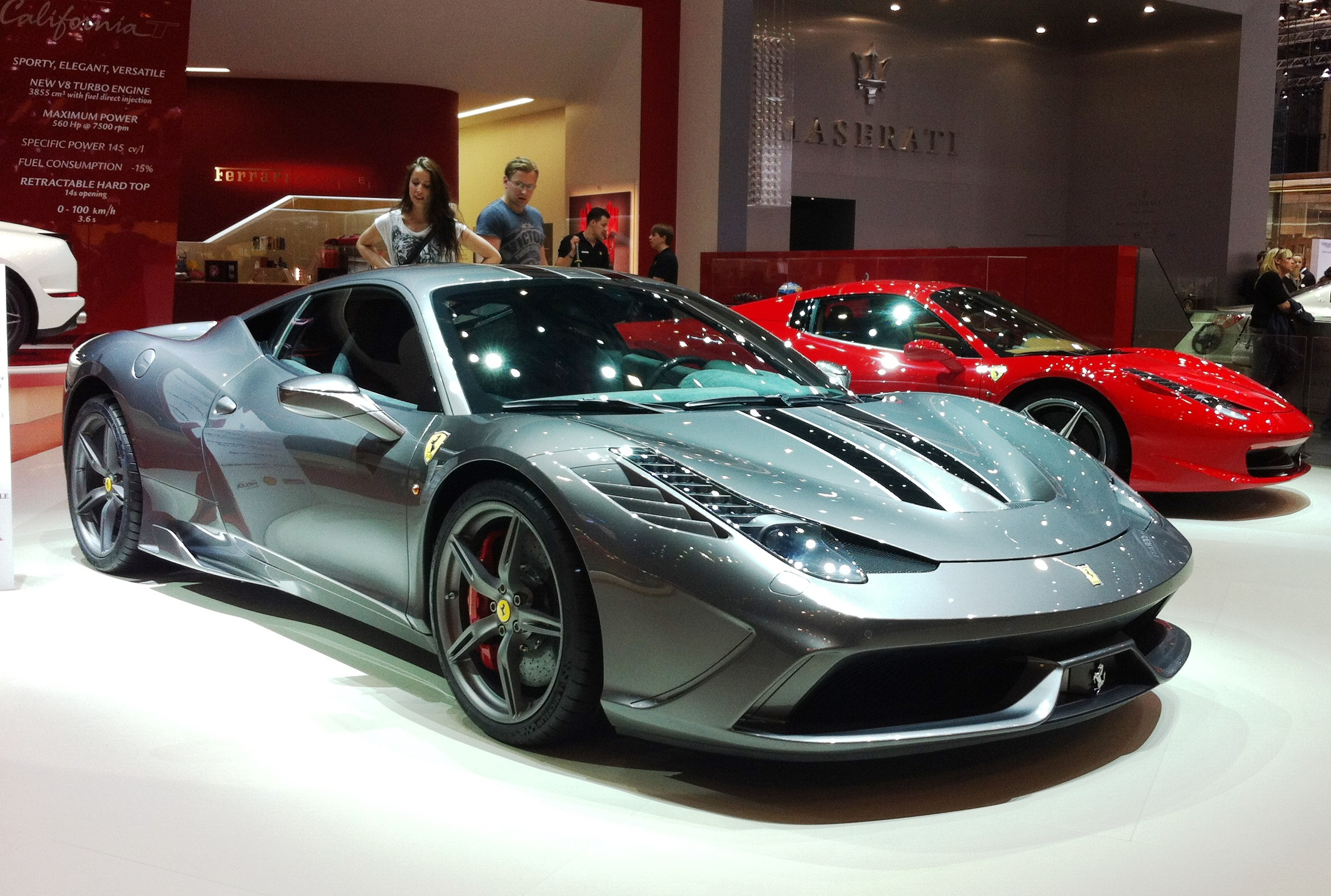
Ferrari 458 Speciale

En 2013 la série de moteur Ferrari F154 V6 et V8 biturbo lui succède, pour motoriser entre autres, les Maserati Alfieri, Maserati Ghibli III, Maserati Quattroporte VI, Ferrari California T, Ferrari 488...

## Modèles motorisés

### Ferrari

#### GT
| Moteur | Cylindrée | Version | Années    | Modèle                                     | Puissance | Notes             |
| ------ | --------- | ------- | --------- | ------------------------------------------ | --------- | ----------------- |
| F136 E | 4308 cm³  |         | 2004-2009 | Ferrari F430 / F430 Spider                 | 490 ch    |                   |
| F136 E | 4308 cm³  | F136 ED | 2007-2009 | Ferrari 430 Scuderia / Scuderia Spider 16M | 510 ch    |                   |
| F136 I | 4297 cm³  | F136 IB | 2009-2012 | Ferrari California                         | 460 ch    | Injection directe |
| F136 I | 4297 cm³  | F136 IH | 2012-2014 | Ferrari California 30                      | 490 ch    | Injection directe |
| F136 F | 4499 cm³  | F136 FB | 2009-2015 | Ferrari 458 Italia / 458 Spider            | 570 ch    | Injection directe |
| F136 F | 4499 cm³  | F136 FL | 2013-2016 | Ferrari 458 Speciale / 458 Speciale A      | 605 ch    | Injection directe |

#### Compétition
| Moteur  | Cylindrée | Années    | Modèle                 | Puissance | Notes |
| ------- | --------- | --------- | ---------------------- | --------- | ----- |
| F136 EA | 4308 cm³  | 2007-2010 | Ferrari F430 Challenge | 490 ch    |       |
| F136 GT | 3997 cm³  | 2006-2010 | Ferrari F430 GTC       | 445 ch    |       |
|         | 4497 cm³  | 2011-2016 | Ferrari 458 Italia GT2 | 465 ch    |       |
|         | 4497 cm³  | 2011-2016 | Ferrari 458 Italia GT3 | 550 ch    |       |

### Maserati
| Moteur | Cylindrée | Version | Années    | Modèle | Puissance | Notes |
| ------ | --------- | ------- | --------- | --- | --------- | ----- |
| F136 R | 4244 cm³  |         | 2002-2007 | Maserati Coupé et Spyder | 390 ch    |       |
| F136 R | 4244 cm³  | F136 RB | 2004-2007 | Maserati GranSport | 400 ch    |       |
| F136 S | 4244 cm³  |         | 2004-2008 | Maserati Quattroporte DuoSelect | 400 ch    |       |
| F136 U | 4244 cm³  | F136 UC | 2007-2009 | Maserati Quattroporte Automatica | 400 ch    |       |
| F136 U | 4244 cm³  | F136 UD | 2007-2009 | Maserati GranTurismo | 405 ch    |       |
| F136 U | 4244 cm³  | F136 UE | 2010-     | Maserati GranTurismo (2010-) Maserati Quattroporte Automatica (2010-2012) | 405 ch    |       |
| F136 Y | 4691 cm³  | F136 YE | 2008-2011 | Maserati GranTurismo S MC-shift | 440 ch    |       |
| F136 Y | 4691 cm³  | F136 YG | 2008-2012 | Maserati Quattroporte S | 430 ch    |       |
| F136 Y | 4691 cm³  | F136 YH | 2009-2012 | - Maserati GranTurismo S Automatic - Maserati Quattroporte GT S | 440 ch    |       |
| F136 Y | 4691 cm³  | F136 YI | 2010-2012 | Maserati GranCabrio | 440 ch    |       |
| F136 Y | 4691 cm³  | F136 YK | 201-      | - Maserati GranTurismo S (2011-2012) - Maserati GranTurismo MC Stradale (2011-2013) - Maserati GranCabrio Sport (2011-2012) - Maserati Quattroporte Sport GT S (2011-2012) - Maserati GranCabrio (2013-) | 450 ch    |       |
| F136 Y | 4691 cm³  |         | 2012-     | - Maserati GranTurismo Sport - Maserati GranTurismo MC (2013-) - Maserati GranCabrio Sport (2012-) - Maserati GranCabrio MC (2013-)                                                                      | 460 ch    |       |

### Alfa Romeo
| Moteur  | Cylindrées | Années    | Modèle                                 | Puissance |
| ------- | ---------- | --------- | -------------------------------------- | --------- |
| F136 YC | 4691 cm³   | 2007-2011 | Alfa Romeo 8C Competizione / 8C Spider | 450 ch    |

### Gillet Automobiles
| Moteur | Cylindrée | Années | Modèle                  | Puissance | Notes       |
| ------ | --------- | ------ | ----------------------- | --------- | ----------- |
| -      | 4244 cm³  | 2008   | Gillet Vertigo.5 G2     |           | Compétition |
| -      | 4244 cm³  | 2010-  | Gillet Vertigo.5 Spirit | 420 ch    | GT          |

### A1 Grand Prix
| Moteur | Cylindrée | Années    | Modèles                 | Puissance | Notes             |
| ------ | --------- | --------- | ----------------------- | --------- | ----------------- |
| -      | 4500 cm³  | 2008-2009 | A1GP Powered by Ferrari | 600 ch    | Injection directe |